# کوکال دو سول
کوکال دو سول (به پرتغالی: Cocal do Sul) یک منطقهٔ مسکونی در برزیل است که در سانتا کاتارینا واقع شده‌است. کوکال دو سول ۱۶٬۸۲۱ نفر جمعیت دارد.